# Шведова Ірина Ігорівна
Ірина Ігорівна Шведова-Демаріна (сценічне ім'я Ірина Шведова) (нар.. 28 квітня 1959 року, Кишинів, Молдавська РСР) — російська співачка, відома насамперед за піснями «Белый вальс» («Афганский вальс») та «Америка-разлучница», актриса театру і кіно, музикант, композитор, автор пісень, режисер естрадних номерів і програм, музичних вистав, викладачка сценічного мистецтва.

## Біографія
Народилася в Кишиневі 28 квітня 1959 року, де прожила перші три роки, після чого сім'я повернулася на батьківщину, в Київ. Батько — Василь Якович Третяк (1926—1989), драматичний тенор, соліст Українського театру опери та балету ім. Тараса Шевченка, народний артист СРСР, похований на Байковому кладовищі в Києві. Мати — Людмила Станіславівна Томашевська (1935−2011), актриса Київського українського драмтеатру ім. Івана Франка, похована на Матвіївському кладовищі міського округу Подольськ Московської області.
Ірина носить прізвище вітчима — письменника Ігоря Олександровича Шведова (1924—2001), заслуженого діяча мистецтв та народного артиста України, похований на Байковому кладовищі в Києві.
З 6 років Ірина займалася музикою, англійською мовою і класичними танцями. А в 1968 році почала відвідувати студію юних дикторів на Українському радіо і з естрадно-симфонічним оркестром українського радіо і телебачення виконала в дитячій опереті Володимира Шаповаленка «Королева Зубна Щітка» свою першу серйозну вокальну партію — головну партію Маші. Партнерами Ірини по радіоспектаклю були народний артист України Микола Яковченко, народна артистка України Поліна Нятко.
У 1969—1973 роках навчалася в студії образотворчого мистецтва (педагог Валентина Олексіївна Коробкова).
У 1974 році закінчила музичну школу № 5 (клас фортепіано Тетяни Костянтинівни Прокопюк), де вже почала складати пісні, з яких три були записані на радіо в 1977 році (виконувала і акомпанувала сама Ірина).
З 1974 по 1980 рік займалася бальними танцями в ансамблі «Ритм» Жовтневого палацу культури (керівник — Валерій Миколайович Корзинін), беручи участь у міжнародних змаганнях по класу А.
Після закінчення школи в 1976 році працювала секретарем-друкаркою, концертмейстером, вела дитячі танцювальні гуртки, грала і співала в естрадному оркестрі Іллі Гасса Київського об'єднання музичних ансамблів.
Закінчила факультет етики та естетики університету марксизму-ленінізму при Київському міськкомі Компартії України у 1976—1978, отримала диплом з відзнакою.
У 1979 році вона вступила до Київського державного інституту театрального мистецтва імені І. К. Карпенка-Карого, який закінчила у 1983 році (курс Михайла Михайловича Карасьова). Диплом захищала на сцені Київського українського драмтеатру ім. Івана Франка у виставі «Дикий Ангел» (роль Тані), який ставив відомий театральний режисер і педагог, лауреат Державної премії СРСР, Володимир Оглоблін. Партнерами Ірини по виставі були народний артист України Богдан Ступка, народний артист України і Росії Валерій Івченко.
Після випуску три роки викладала сценічні рухи в рідному інституті, поєднуючи з роботою актриси, концертмейстера і балетмейстера в Київському Молодіжному театрі під керівництвом народного артиста України Віктора Шулакова. Спільно з театральною трупою концертної бригади виступала в травні 1986 року перед учасниками ліквідації наслідків аварії на Чорнобильській атомній станції.
В 1986 році стала дипломантом Українського конкурсу артистів естради в місті Хмельницькому, після якого пішла з театру до Кримської філармонії (м. Сімферополь) в ансамбль «Крим» народного артиста СРСР Юрія Богатикова. Виступала співачкою і музиканткою (клавіші), разом з ансамблем побувала в різних регіонах СРСР: на Камчатці і Сахаліні, в Сибіру і Забайкаллі, на Уралі і в Казахстані, в Таджикистані, Азербайджані та інших регіонах СРСР. Почала співпрацювати з відомим продюсером і режисером, заслуженим діячем мистецтв Росії, Едуардом Смольним.
У 1988−1989 роках працювала в Київському мюзик-холі під керівництвом Миколи Баранова, а в 1989−1990 — у Київському театрі естради, де зіграла головну роль Карен в мюзиклі «Серенада Сонячної долини» в постановці режисера, заслуженого діяча мистецтв України Володимира Бегми, і роль Миші в музичній казці «День народження кота Леопольда».
У 1990 році стала лауреатом фестивалю «Пісня року» на телекомпанії Останкіно з піснею «Белый вальс», і через рік — з піснею «Америка-разлучница» (автори — композитор Ігор Демарін і поет Юрій Рогоза). У 1992 році завоювала Гран-Прі в Санкт-Петербурзі на конкурсі «Шлягер року» з піснею «Америка-разлучница».
З 1990 року живе і працює в Москві. Співпрацює з концертними організаціями, музичними колективами, студіями звукозапису, відомими і початківцями авторами пісень, сценічними майданчиками Москви, Підмосков'я і Росії. У 1994 році відбувся концерт Ірини Шведової та Ігоря Демаріна «Дві людини» (режисер Олександр Ревзін) у Державному центральному концертному залі «Росія», який записали і показали на Першому каналі телебачення Останкіно. У 1996 році відбувся бенефіс Ірини Шведової на сцені Московського театру естради (під керівництвом народного артиста РРФСР Бориса Брунова) «Десять років потому» (режисер — Заслужений артист Росії Олександр Левшин).
Свої творчі вечори Ірина постійно проводить в Центральному Будинку працівників мистецтв, в московському Будинку вчених, у Центральному державному музеї Великої Вітчизняної війни, в Центральному будинку Російської Армії їм. М. Фрунзе і Московському центральному Будинку літераторів, на сцені Московського театру «Кураж» під керівництвом Михайла Долоко. Виступає з благодійними концертами для військовослужбовців, співробітників МВС, МНС, охорони здоров'я, ветеранів, дітей-сиріт та інвалідів. Протягом 15 років була членом громадської ради ГУВС Московської області.
З 1991 по 1996 рік Шведова чотири рази виїжджала до США, виступала в Нью-Йорку і Сан-Франциско, Бостоні, Лос-Анджелесі, Маямі, Чикаго та Вашингтоні, в тому числі в Організації Об'єднаних Націй.
За виступи в Чечні під час бойових дій в 1996 і 2000 роках Ірина Шведова нагороджена Почесною Грамотою Президента Бориса Єльцина і Подякою Президента Володимира Путіна. З 1993 року — член Всеросійської громадської організації ветеранів «Бойове братство». У 2017 році двічі виїжджала з групою артистів до Сирії, де виступала під час бойових дій на авіабазі російських військовослужбовців. Має багато громадських нагород, пам'ятних медалей.
З 2002 по 2012 рік у Центрі дитячої театральної творчості «Синій птах» (м. Подольськ), поставила шість музичних вистав як режисерка («Русалочка», «Дюймовочка», «Останній ветеран», «Кентервільський привид», «Казка про мертву царівну і сім богатирів», «Алі-Баба і сорок розбійників»).
Випустила кілька музичних дисків («Ведьма» 1993, «Белый вальс» 1997, «Говорила мама» 2004, «Над городом» 2006, «Парижский шарманщик» 2009, «Уроки пения» 2011, «Синий платочек» 2014, «Белая ворона — 30 лет на эстраде» 2016, «Вселенная Высоцкого» 2019). Відеозбірка «Америка-розлучница» вийшла у 1999 році.
З 2009 по 2015 рік Ірина Шведова зіграла близько 15 ролей в декількох кінофільмах і серіалах («Відображення» — проект Олексія Пиманова на Першому телеканалі, «До суду» і «Справа лікарів» — проекти режисера Казбека Меретукова на НТВ, «Правила маскараду» реж. Олександра Муратова на телеканалі «Росія-1» та ін), і в 2015 році стала членом Союзу кінематографістів Росії, очолюваного народним артистом Росії Микитою Михалковим. Вона бере участь у творчих вечорах в Центральному Будинку кіно та на багатьох кінофестивалях: «Амурська осінь» (м. Благовєщенськ), «Балтійські дебюти» (м. Світлогорськ), «Провінційна Росія» (м. Єйськ), «Липецький вибір» (м. Липецьк), «Край світу» (м. Южно-Сахалінськ) тощо.
У 2014 році на сцені Московського мюзик-холу з успіхом пройшла прем'єра вистави «Синій платочок» за п'єсою Івана Складчикова, спеціально написаної для Ірини Шведової та історика грамзапису Михайла Куніцина «Я — епоха» — сцени з життя і пісні Клавдії Шульженко.
У 2015 році спільно з благодійним фондом Оксани Федорової «Поспішайте робити добро!» та акціонерним комерційним банком «Хованський» випустила книгу і аудіокнигу «Жінки — кавалери Ордена Слави» як літературний та музичний редактор.
У 2016 році на сцені Центрального державного музею Великої Вітчизняної війни відбулась презентація книги «Жінки — кавалери Ордена Слави», яка ґрунтується на спогадах Марії Зіновієвни Богомолової (1924—2017) та інших ветеранів війни, в юності пішли на передову зі шкільної лави, в якій Ірина Шведова виступила продюсером, автором сценарію, режисером-постановником і ведучою.
В 2018 році за участю зразково-показового оркестру зразково-показового оркестру Нацгвардії Російської Федерації, дитячих колективів та майстрів естради на сцені Адміністрації Президента Росії відбувся тематичний концерт «Листи з фронту», в якому Ірина Шведова виступила продюсером, автором сценарію, режисером-постановником і ведучою.
На даний час Шведова активно гастролює з сольними концертами по Росії і за кордоном. Постійно співпрацює з ансамблем солістів «Старгород» (м. Пенза), ансамблем "Творча співдружність музикантів"під керуванням заслуженого артиста Росії Олександра Покідченко (м. Москва), Державним академічним російським концертним оркестром «Боян» під керівництвом народного артиста СРСР і Росії Анатолія Полєтаєва (м. Москва) та іншими музичними колективами.
Веде викладацьку та постановочну діяльність і є головою журі конкурсу «Сузір'я дитячих талантів» (м. Москва) https://www.fond-sozvezdie.ru/ [Архівовано 12 липня 2020 у Wayback Machine.]. Співпрацює з вокальною студією SK-STARS Олександра Колчака м. Подольську http://sk-stars.ru/ [Архівовано 18 лютого 2020 у Wayback Machine.] .
З 2015 по 2019 рік працювала в Московському драматичному театрі під керівництвом Армена Джигарханяна актрисою та музичним постановником (концертмейстером). З 2017 року є членом Спілки театральних діячів Росії, очолюваного народним артистом РФ Олександром Калягіним.

### Особисте життя
- Перший чоловік — Олег (шлюб у 1978—1980 роках)[2]
  - Дочка Надія Ігорівна Шведова-Демаріна (нар.. 1978), одружилась у серпні 2001 року у Гагаринському ЗАГСі м. Москви.[7]
- Другий чоловік Ігор Борисович Демарін[8] (нар.. 22 жовтня 1959) (у шлюбі з 1985 по 1993) — композитор і співак, товаришують і співпрацюють і зараз.
- Третій чоловік (громадянський шлюб) — Станіслав Родіонов (разом у 2004—2010 роках)[2].

## Антиукраїнська діяльність
Під час російського окупаційного вторгнення до України в 2022 публічно підтримала збройну агресію, 21 грудня 2022 року на своїх інтернет-ресурсах публічно анонсувала та взяла участь як ведуча у концерті-зборі допомоги окупаційним військам.

## Творчість
- 2010 — авторка музики до гімну «Фестивалю вагітних» в Москві — пісні «Люблю навсегда» на вірші С. Джигурди, А. Шведова
- 2011 — авторка музики до пісні «Победа наша» на вірші Миколи Бандуріна, яка вперше прозвучала в авторському виконанні в концерті на Красній Площі в День міста Москви, зйомка телеканалу ТВЦ (Москва)
- 2012 — написала і виконала пісню «Отпусти» для кінофільму «Відображення», в головній ролі Ольга Погодіна (продюсер кінострічки)
- автор багатьох інших пісень.

### Ролі в театрі
- 1982 в Київському українському драматичному театрі ім. І. Франко: виконувала роль Тетяни у виставі «Дикий Ангел»
- 1983−1986: виконувала ролі у виставах «Сірано де Бержерак», «За двома зайцями», «Сватання на Гончарівці», «Репортаж», «Золоте курча» (Київський молодіжний театр).
- 1989−1990: Карен в мюзиклі «Серенада Сонячної Долини», Мишу в мюзиклі «День народження кота Леопольда» (Київський театр естради)
- 2003—2005 — в антрепризі «Російська школа» Ольги Глубокової зіграла головну роль Мертл у виставі «Королева Голлівуду» за п'єсою Теннессі Вільямса «Царство земне».
- 2015—2019 роки — в Московському драматичному театрі під керівництвом Армена Джигарханяна була зайнята в спектаклях «Театр. Вічна любов» і «Святе полум'я вічного вогню» реж. Ю. Клепікова, «Дванадцять місяців» (С. Маршака) і «Новорічна пригода» реж. Л. Крупіної. Прем'єра сезону 2016 — мюзикл «Біла ворона» (Ю. Рибчинського та Г. Татарченко) реж. Д. Дмитрієва — роль Столітньої війни і музичний постановник. Прем'єра сезону 2017 — «Душа зберігає», авторська моновистава Ірини Шведової з поезією Миколи Рубцова (автор пісень О. Морозов, реж. Ю. Клепіков). Прем'єра сезону 2017 — «По-де-віль» за оповіданнями А. П. Чехова (реж. Л. Крупина) — автор музики до вистави і роль Мерчуткіної. Прем'єра сезону 2018 — «Водевіль. Продовження» за оповіданнями А. П. Чехова (реж. Л. Крупина) — автор музики до вистави. Прем'єра сезону 2018 — «Веселе серце», новорічна казка Р. Сорокіна в постановці реж. А. Крупника — автор музики до вистави.[7]

### Дискографія
- Сольний альбом «Ведьма»:
  - 1993 — вінілова платівка «Ведьма» (фірма граммзапису «Апрелівка-саунд»);
  - 1994 — аудіокасета «Ведьма» («Апрелівка-саунд»);
  - 1995 — компакт-диск «Ведьма» («Аніма-вокс»).
- Відеозбірка «Америка-разлучница»" (1999)
- Збірка «Белый вальс» (1997)
- Альбом «Говорила мама» з духовим оркестром МВС Росії (2004)
- Альбом «Над городом» з групою «Старе вино в новій пляшці» (2006)
- Альбом «Парижский шарманщик» з ансамблем «Старгород» (2009)
- Збірник «Уроки пения» — 25 років на естраді (2011)
- Альбом «Синий платочек» — пісні К. Шульженко (2014)
- Збірка «Белая ворона» — 30 років на естраді — 40 найкращих пісень (2016)
- Альбом «Вселенная Высоцкого» — пісні Володимира Висоцького з ансамблем солістів «Старгород» (2019)

## Нагороди та премії
- 1986 — дипломант IV Українського конкурсу артистів естради (вокал)
- 1990 — лауреат Всесоюзного телевізійного фестивалю «Пісня-90» з піснею «Белый вальс»
- 1991 — лауреат Всесоюзного телевізійного фестивалю «Пісня-91» з піснею «Америка-разлучница»
- Премія Гран-Прі на телевізійному конкурсі «Шлягер-92» (Санкт-Петербург) з піснею «Америка-разлучница»
- 1995 — лауреат Всесоюзного телевізійного фестивалю «Пісня-95» з піснею «Хочу в круиз»
- 1996 — Почесна грамота Президента Російської Федерації Б. М. Єльцина за участь в концертах для російських військ під час бойових дій у Чечні.
- 2000 — Подяка Верховного головнокомандуючого Збройними силами Російської Федерації за самовідданість і мужність, проявлені при захисті Вітчизни.
- Медаль «У пам'ять 850-річчя Москви»
- Звання «Добрий Ангел Миру» і медаль «За служіння мистецтву» — товариство «Меценати XX сторіччя» (пам'ятна плита в Маріїнському парку слави меценатів міста Москви)
- Премія Фонду Віктора Розова «ЗОЛОТА РОЗА» за досягнення в галузі театрального мистецтва (2009)
- Медаль «У пам'ять 25-річчя закінчення бойових дій в Афганістані»
- Медаль «70 років Перемоги у Великій Вітчизняній війні»
- Інші громадські нагороди

## Цікаві факти
- Пісня у виконанні Ірини Шведової «Америка-разлучниця» використана у фільмі «Мусульманин» (реж. Володимир Хотиненко, 1995).
- З 2002 року Ірина Шведова здійснює режисерські постановки музичних вистав у Центрі дитячої театральної творчості «СИНІЙ ПТАХ» м. Подольськ (художній керівник — заслужений працівник культури Московській області Ірина Петрова). Поставлені вистави: «Дюймовочка», «Русалочка», «Останній ветеран», «Казка про мертву царівну і сім богатирів», «Кентервільський привид», «Алі-Баба і сорок розбійників».
- З 2010 року Ірина знімається в кіно і серіалах як актриса: фільм «Відображення» (проект Олексія Піманова і Ольги Погодиной на Першому телеканалі), серіал «До суду» і «Справа лікарів» (НТВ, реж. Казбек Меретуков), проект «Не бреши мені» (РЕН ТВ) та ін.
- У 2011 році Ірина Шведова займалася проектом «Виставка художника Анатолія Шинкарчука» (в галереї мистецтв Зураба Церетелі, в Українському культурному центрі на Арбаті, у Виставковому залі м. Подольська Московської області, в музеї наївного мистецтва тощо) як продюсерка.

- 8 квітня 2017 року — відбувся бенефіс Ірини Шведової в Кремлі (дипломатичний зал) «30 років на естраді» за участю народного артиста Росії Левона Оганезова, заслужених артистів Росії Валерія Сьоміна і Фелікса Царікати, Заслуженого артиста України Анатолія Рикунова, письменника Олександра Павлова, телеведучого Володимира Глазунова.
- 26 квітня 2018 року — в конференцзалі Адміністрації Президента відбулася програма «Листи з фронту», присвячена Дню Перемоги у Другій світовій війні (за участю оркестру Нацгвардії Російської Федерації, дитячих творчих колективів м. Москви, заслуженого артиста Російської Федерації Валерія Сьоміна та інших), в якій Ірина Шведова виступила режисером, сценаристом і ведучою.
- 25 січня 2019 року — у Будинку Володимира Висоцького на Таганці, в рамках проекту «Планета Висоцького» відбулася презентація диска Ірини Шведової та ансамблю «Старгород» — в день відкриття нової експозиції музею.[1]